# Hydroptila parthava
Hydroptila parthava är en nattsländeart som beskrevs av Schmid 1959. Hydroptila parthava ingår i släktet Hydroptila och familjen smånattsländor. Inga underarter finns listade i Catalogue of Life.